# Матела (Віміозу)
Матела (порт. Matela; МФА: [mɐ.ˈte.ɫɐ]) — парафія в Португалії, у муніципалітеті Віміозу. Розташована в північно-східній частині країни, на теренах історичної португальської провінції Трансмонтана. Входить до складу округу Браганса. За адміністративним поділом, чинним до 1976 року, терени парафії були складовою провінції Трансмонтана і Верхнє Дору. Належить до Брагансько-Мірандської діоцезії Католицької церкви. Патрон — Діва Марія. Площа — 44,5231 км². Населення — 228 ос. (2011). Слабо урбанізований регіон. Густота населення — 5,12 осіб/км²
. Код — 041108.

## Населення
| Кількість мешканців | Кількість мешканців | Кількість мешканців | Кількість мешканців | Кількість мешканців | Кількість мешканців | Кількість мешканців | Кількість мешканців | Кількість мешканців | Кількість мешканців | Кількість мешканців | Кількість мешканців | Кількість мешканців | Кількість мешканців | Кількість мешканців |
| ------------------- | ------------------- | ------------------- | ------------------- | ------------------- | ------------------- | ------------------- | ------------------- | ------------------- | ------------------- | ------------------- | ------------------- | ------------------- | ------------------- | ------------------- |
| 1864                | 1878                | 1890                | 1900                | 1911                | 1920                | 1930                | 1940                | 1950                | 1960                | 1970                | 1981                | 1991                | 2001                | 2011                |
| 585                 | 647                 | 753                 | 777                 | 858                 | 905                 | 844                 | 909                 | 928                 | 898                 | 805                 | 672                 | 446                 | 338                 | 228                 |